# Anterijoki
Anterijoki är ett vattendrag i Finland. Det ligger i den norra delen av landet, 900 km norr om huvudstaden Helsingfors.